# Chromatomyia scolopendri
Chromatomyia scolopendri is een vliegensoort uit de familie van de mineervliegen (Agromyzidae). De wetenschappelijke naam van de soort is voor het eerst geldig gepubliceerd in 1851 door Robineau-Desvoidy.

## Waardplanten
Het komt voor op de volgende waardplanten:
- muurvaren (Asplenium ruta-muraria)
- tongvaren (Asplenium scolopendrium)
- gewone eikvaren (Polypodium vulgare)